# Ахеґао
Ахеґа́о (яп. アヘ顔), або O-Face — екстатичний вираз обличчя під час сексу в японській порнографії. Часто використовується в еротичних відеоіграх (ероґе), манзі й аніме.

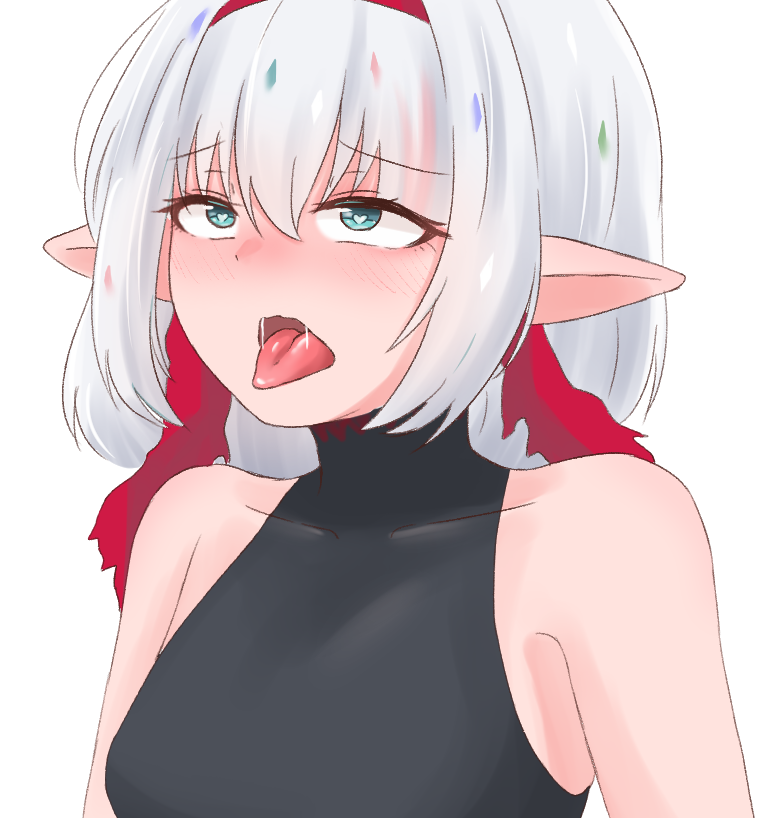
Ахеґао вираз

Ахеґао став модним напрямком для ентузіастів еротики в Японії. Існує багато мерчендайзу з ахеґао-обличчями вигаданих персонажів.

## Етимологія
Першу частину слова, «ахе» (яп. アヘ), неможливо записати канджі, це абревіатура слова «ахеахе» (яп. アヘアヘ), яке описує стогін чи задихання.
Друга частина слова, «ґао» (яп. 顔) — канджі, означає «обличчя».

## Опис

Белль Дельфін показує ахеґао

Терміном «ахеґао» зазвичай описують вираз обличчя дівчини, яка займається жорстким сексом. Не варто плутати з «тороґао», виразом розімління від задоволення. Класичне зображення ахеґао-обличчя зазвичай передбачає рясне пото- і слиновиділення, почервонілі щоки, закочені очі, сльози, а також відкритий, захеканий рот і висунутий язик. Зазвичай подібний вираз обличчя робиться з навмисно перебільшеними емоціями, створюючи комічний і сюрреалістичний ефект.